# La Chapelle-sur-Dun
La Chapelle-sur-Dun – miejscowość i gmina we Francji, w regionie Normandia, w departamencie Sekwana Nadmorska.
Według danych na rok 1990 gminę zamieszkiwało 205 osób, a gęstość zaludnienia wynosiła 46 osób/km² (wśród 1421 gmin Górnej Normandii La Chapelle-sur-Dun plasuje się na 696. miejscu pod względem liczby ludności, natomiast pod względem powierzchni na miejscu 729.).